# دوري جرينلاند لكرة القدم 2007
دوري جرينلاند لكرة القدم 2007 هو موسم من دوري جرينلاند لكرة القدم. فاز فيه Nagdlunguaq-48 ‏.